# Список послов СССР и России в Чили
В статье представлен список послов СССР и России в Чили.

## Хронология дипломатических отношений
- 12 декабря 1908 г. — установлены дипломатические отношения между Российской империей и Чили.
- 1909—1917 гг. — дипломатические отношения со стороны России осуществлялись через миссию в Бразилии.
- 1917 г. — дипломатические отношения прерваны после Октябрьской революции.
- 11 декабря 1944 г. — установлены дипломатические отношения между СССР и Чили на уровне посольств.
- 27 октября 1947 г. — дипломатические отношения прерваны правительством Чили.
- 24 ноября 1964 г. — дипломатические отношения восстановлены.
- 22 сентября 1973 г. — дипломатические отношения прерваны правительством СССР.
- 11 марта 1990 г. — дипломатические отношения восстановлены.

## Список послов
| Срок полномочий                   | Посол                              | Годы жизни | Вручение верительных грамот | Комментарии                   |
| --------------------------------- | ---------------------------------- | ---------- | --------------------------- | ----------------------------- |
| Российская империя                |                                    |            |                             |                               |
| 22 января 1909 — 1909             | Маврикий Эдуардович Прозор         | 1849—1928  | 22 января 1909              | Посланник по совместительству |
| 1910 — 1915                       | Пётр Васильевич Максимов           | 1852—1915  |                             | Посланник по совместительству |
| 1916 — 1917                       | Александр Ипполитович Щербатский   | 1874—1952  |                             | Посланник по совместительству |
| Временное правительство России    |                                    |            |                             |                               |
| 1917 — 26 ноября 1917             | Александр Ипполитович Щербатский   | 1874—1952  |                             | Посланник по совместительству |
| СССР                              |                                    |            |                             |                               |
| 5 сентября 1945 — 21 октября 1947 | Дмитрий Александрович Жуков        | 1909—1981  | 26 апреля 1946              |                               |
| 29 января 1965 — 19 февраля 1968  | Александр Сергеевич Аникин         | 1917—1970  | 5 марта 1965                |                               |
| 19 февраля 1968 — 28 марта 1971   | Николай Борисович Алексеев         | 1913—1984  | 3 апреля 1968               |                               |
| 28 марта 1971 — 22 сентября 1973  | Александр Васильевич Басов         | 1912—1988  | 15 июня 1971                |                               |
| 23 августа 1990 — октябрь 1991    | Юрий Иванович Павлов               | 1931—      |                             |                               |
| Российская Федерация              |                                    |            |                             |                               |
| 27 марта — 7 июля 1992            | Виталий Иванович Чуркин            | 1952—2017  |                             | Указ о назначении отменён     |
| 13 августа 1992 — 5 июня 1996     | Василий Петрович Громов            | 1936—2024  |                             |                               |
| 5 июня 1996 — 12 августа 2000     | Алексей Григорьевич Квасов         | 1956—      |                             |                               |
| 12 августа 2000 — 29 марта 2005   | Владимир Викторович Чхиквадзе      | 1945—      |                             |                               |
| 3 июня 2005 — 8 июня 2011         | Юрий Анатольевич Филатов           | 1957—      |                             |                               |
| 26 июля 2011 — 17 декабря 2015    | Михаил Иванович Орловец            | 1950—      |                             |                               |
| 17 декабря 2015 — 5 октября 2020  | Владимир Владимирович Трухановский | 1953—      |                             |                               |
| 5 октября 2020 — 28 июня 2024     | Сергей Николаевич Кошкин           | 1954—      | 18 марта 2020               |                               |
| 28 июня 2024 — настоящее время    | Владимир Григорьевич Белинский     | 1973—      | 6 ноября 2024               |                               |